# Xã Erin, Quận Stephenson, Illinois
Xã Erin (tiếng Anh: Erin Township) là một xã thuộc quận Stephenson, tiểu bang Illinois, Hoa Kỳ. Năm 2010, dân số của xã này là 410 người.